# Élections législatives luxembourgeoises de 1902
Les élections législatives de 1902 ont eu lieu au scrutin indirect le 10 juin 1902 afin de renouveler vingt-sept des quarante-huit membres de la Chambre des députés. 
Les électeurs des cantons d'Esch-sur-Alzette et de Remich se rendent aux urnes afin d'élire un neuvième et troisième député respectivement en raison de l'accroissement de la population dans ces cantons.

## Composition de la Chambre des députés
| Circonscription     | Sièges | Députés                  |
| ------------------- | ------ | ------------------------ |
| Echternach          | 3      | Jean Foehr               |
| Echternach          | 3      | Joseph Brincour          |
| Echternach          | 3      | Pierre Joerg             |
| Esch-sur-Alzette    | 9      | Charles-Léon Metz (lb)   |
| Esch-sur-Alzette    | 9      | Charles de Tornaco (lb)  |
| Esch-sur-Alzette    | 9      | Eugène Steichen (lb)     |
| Esch-sur-Alzette    | 9      | Albert Clemang           |
| Esch-sur-Alzette    | 9      | Xavier Brasseur (lb)     |
| Esch-sur-Alzette    | 9      | Léon Metzler (lb)        |
| Esch-sur-Alzette    | 9      | Michel Welter            |
| Esch-sur-Alzette    | 9      | Jean-Jacques Diderich    |
| Esch-sur-Alzette    | 9      | Caspar Mathias Spoo (lb) |
| Luxembourg-Campagne | 6      | Emile Bastian (lb)       |
| Luxembourg-Campagne | 6      | Pierre-Éloi Schoué (lb)  |
| Luxembourg-Campagne | 6      | Jules Diederich (lb)     |
| Luxembourg-Campagne | 6      | Antoine Erpelding        |
| Luxembourg-Campagne | 6      | Adolphe Schmit           |
| Luxembourg-Campagne | 6      | Charles Crocius (lb)     |
| Mersch              | 3      | Gustave Wilhelmy (lb)    |
| Mersch              | 3      | Edgard Leibfried         |
| Mersch              | 3      | Alphonse Eichhorn (lb)   |
| Remich              | 3      | Jean-Pierre Knepper (lb) |
| Remich              | 3      | Léandre Lacroix          |
| Remich              | 3      | Gustave Velter           |
| Wiltz               | 3      | Charles Mathieu (lb)     |
| Wiltz               | 3      | Michel Thilges           |
| Wiltz               | 3      | Michel Weynandy          |